# Швентіненталь
Швентіненталь (нім. Schwentinental) — місто в Німеччині, розташоване в землі Шлезвіг-Гольштейн. Входить до складу району Плен.
Площа — 17,81 км2. Населення становить 13 769 ос. (станом на 31 грудня 2020).